# Leopoldo Nóvoa

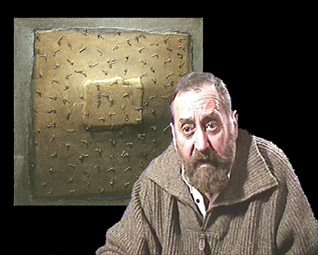
Leopoldo Nóvoa (1995)

Leopoldo Nóvoa García (* 17. Dezember 1919 in Salcedo, Pontevedra, Spanien; † 23. Februar 2012 in Nogent-sur-Marne, Frankreich) war ein spanisch-uruguayischer Künstler.
Leopoldo Nóvoa wurde im spanischen Pontevedra als Sohn eines uruguayischen Diplomaten und einer Gallizierin geboren. Er besaß die uruguayische Staatsbürgerschaft. Bis 1938 wuchs er in Spanien auf, zog jedoch sodann nach Uruguay. Dort ließ er sich in Montevideo nieder, lebte aber auch einige Zeit in Buenos Aires. Nóvoa trat im Laufe seiner künstlerischen Karriere insbesondere als Maler in Erscheinung und stellte weltweit aus. Nachdem er bereits von 1953 bis 1956 in der argentinischen Hauptstadt an diversen Gemeinschaftsausstellungen teilgenommen und auch Einzelausstellungen durchgeführt hatte, datierte seine erste Einzelausstellung in Uruguay aus dem Jahre 1958. Diese fand in der Galería Moretti statt. Er schuf in den Jahren 1962 bis 1964 das 600 m² große Mauerbild des Estadio Luis Tróccoli, das als Heimspielstätte des montevideanischen Fußballvereins Club Atlético Cerro dient. Es gilt als das weltweit größte abstrakte Wandbild. Ebenfalls stammen Wandbilder in Termas del Arapey von Nóvoa. 1965 übersiedelte er nach Paris, ehe er, nachdem sich die Demokratie in Spanien verfestigte, nach Armenteira in Galicien zog und fortan abwechselnd dort und in der französischen Hauptstadt lebte. 1997 erhielt er den Premio Ciudad de Pontevedra. Die Angaben über seinen Sterbeort sind widersprüchlich. Einerseits wird in diesem Zusammenhang Nogent-sur-Marne bzw. Paris genannt, andere Quellen nennen Uruguay.